# کپورماهی کور ایران
کپورماهی کور ایران (نام علمی: Iranocypris typhlops) یکی از ماهی‌های بومی منحصربه‌فرد ایران است که به خانوادهٔ کپورماهیان از راستهٔ کپورماهی‌سانان تعلق دارد. این ماهی همان‌طور که از نامش برمی‌آید فاقد چشم بوده و همراه گونهٔ کور دیگری از رفتگرماهیان در غار لون زندگی می‌کند.
کپورماهی کور ایرانی یکی از گونه‌های کمیاب و بومی ایران و لرستان است که در دنیا گونه‌ای است منحصربه‌فرد که در غاری واقع در استان لرستان زندگی می‌کند و اولین «غارماهی» حقیقی جهان است و اولین بار جانورشناس دانمارکی در سال ۱۹۳۷ ضمن مسافرتی که به ایران داشت کشف و مطالعاتی بر روی این گونه انجام داد.
این محقق دانمارکی هفت نمونه از این ماهی را در ۶ مهرماه سال ۱۹۳۷ در آن محل گردآوری کرد تا به مطالعاتی دربارهٔ آن بپردازد و امروز نمونه‌هایی از این گونه در موزهٔ جانورشناسی کپنهاگ در دسترس علاقه‌مندان است که این امر به نوبهٔ خود جالب و البته جای تأمل دارد.
این ماهی فاقد قدرت بینایی بوده و کاملاً کور است و در حال حاضر هیچ‌گونه آثاری از چشم خارجی در آن‌ها مشاهده نمی‌شود.
این ماهی دارای بدنی فشرده و سری تخت است. دو جفت سبیلک در گوشه‌های دهان دارد. هیچ آثاری از چشم در آن دیده نمی‌شود و به همین دلیل فاقد قدرت بینایی است و تنها از طریق سبیل‌های حسی اطراف دهان و خط جانبی موجود بر دو طرف شکم قادر به درک حسی پیرامون خود است.
بدن این ماهی برهنه و فاقد فلس است به جز اینکه ردیفی از فلس‌های کوچک در قاعدهٔ باله‌های پشتی و در برخی نمونه‌ها تعداد اندکی فلس بر روی پهلوها دارند.
ماهی کور دارای دندان‌های بزرگ و مخروطی است. ماهی کور غارزی در کل فاقد رنگ است و تنها در برخی نمونه‌ها آثار مایل به صورتی یا قرمز کم‌رنگ مشاهده می‌شود.
کم‌رنگی با بی‌رنگی این ماهی به قدری است که رگ‌های خونی از زیر پوست دیده می‌شود. نمونه‌های موجود در محلول‌های نگه‌دارنده مانند الکل و فرمالین که در موزه نگهداری می‌شود به سفید مایل به زرد تغییر رنگ می‌دهند. حداکثر اندازه در نمونه‌های به‌دست آمده تا ۵۵ میلی‌متر گزارش شده‌است. گونهٔ ماهی کور ایرانی تاکنون تنها از غار ماهی کور در تنگ هفت لرستان در ایران یافت شده‌است.
زیستگاه این ماهی در آب‌های زیرزمینی است. در غار ماهی کور به دلیل این‌که دهانهٔ این غار به سطح آب‌های زیرزمینی اتصال دارد، این امکان را به وجود آورده که ماهی کور در طول شب‌ها به نزدیکی سطح آب در دهانهٔ غار می‌آید.
این ماهی تنها روزهای گرم سال در نزدیکی آب‌های سطحی زمین دیده می‌شود. دمای آب محل زندگی این ماهی از ۵ تا ۲۸ درجهٔ سانتی‌گراد متغیر است.
غیر از جلبک‌هایی که در کنارهٔ صخره‌های آبی در سطح زمین می‌روید، وجود هیچ‌گونه گیاهی در نهرهای زیرزمینی تأیید نشده‌است. این‌که ماهی کور از چه تغذیه می‌کند تاکنون به‌طور دقیق شناخته نشده‌است ولی مطالعات میکروسکوپی محتوای معده نشان‌دهنده‌ی وجود بقایای آرتمیا در سیستم گوارشی این ماهی است. این یافته‌ها با گزارش‌های وجود آرتمیا در اکوسیستم‌های آبی زیرزمینی ایران همسو است.
عمر این ماهی در طبیعت مشخص نیست ولی در محیط آکواریوم حدود ۱۸ تا ۲۴ ماه عمر می‌کند. همچنین تولیدمثل این ماهی نیز ناشناخته باقی‌مانده‌است.
ماهی کور ارزش خوراکی و صنعتی برای انسان ندارد. این ماهی به دلایل گوناگونی از سال ۱۹۹۰ در فهرست سرخ آی‌یوسی‌ان قرار گرفته‌است و در حال حاضر یکی از جانوران در معرض خطر شناخته شده و از نظر اتحادیهٔ بین‌المللی حفاظت از طبیعت حتی بیشتر از یوزپلنگ آسیایی در معرض خطر و نیاز به حفاظت‌های شدید قرار دارد.
این در حالی است که این روزها استقرار کارگاه راهسازی راه دسترسی به سد بختیاری در ۵۰۰ متری این اثر طبیعی ملی بدون رعایت حریم این اثر طبیعی به یکی از دغدغه‌های مسئولان محیط زیست تبدیل شده‌است.
در سال ۱۳۸۸ مستند ۲۵ دقیقه‌ای تلویزیونی با نام «ماهی کور» توسط احسان فروزان‌فر کارشناس ادارهٔ حفاظت محیط زیست استان لرستان تهیه و به نمایش درآمده که در نوع خود قابل توجه است، چرا که با ورود غواصان و تصویربرداری تا عمق ۲۸ متری این غار نمونه‌هایی از این ماهیان منحصربه‌فرد را در زیست‌بوم واقعی آنان به نمایش درآورده است.
به گزارش روابط عمومی انجمن علمی ماهیان زینتی ایران (IOFS)، در فروردین ۱۳۹۵ سومین گونهٔ ماهی کور غارزی ایران توسط دو تن از ماهی‌شناسان ایرانی در غار ماهی کور لرستان، ثبت و گزارش گردید. وجود گونهٔ سوم در این زیستگاه در سال‌های اخیر مورد اختلاف نظر بین ماهی‌شناسان داخلی و خارجی بود، تا این‌که در سال ۲۰۱۶ (۱۳۹۵ خورشیدی) گونهٔ سوم توسط دو محقق ماهی‌شناس ایرانی (سید حامد موسوی ثابت عضو هیئت علمی دانشگاه گیلان و سهیل ایگدری عضو هیئت علمی دانشگاه تهران) پس از یک سال و نیم کار تحقیقاتی مشترک، کشف و ثبت جهانی شد و به افتخار لرستان (زیستگاه اصلی آن) به نام Garra lorestanensis (لرستاننسیس: به معنای اهل لرستان) نام‌گذاری شد.